# Waterman, Illinois
Waterman är en ort i DeKalb County i delstaten Illinois, USA.